# María del Pilar León-Castro Alonso
María del Pilar León-Castro Alonso (Sevilla, 13 de septiembre de 1946) es una arqueóloga e historiadora española, académica de la Real Academia de la Historia.

## Biografía

### Formación académica y actividad docente
En 1969 concluye sus estudios de licenciatura en Filosofía y Letras por la Universidad de Sevilla con premio extraordinario, y en 1974 se doctora con la máxima calificación. Discípula de Antonio Blanco Freijeiro, amplía sus estudios en Bonn por medio de una beca de la Fundación Alexander von Humboldt. También permanecerá dos años investigando en el Instituto de Arqueología Rodrigo Caro del Consejo Superior de Investigaciones Científicas (CSIC).
Ha trabajado como profesora en diversas universidades: Universidad Complutense de Madrid, Universidad de Santiago de Compostela, Universidad de Córdoba y en la Universidad Pablo de Olavide. Actualmente es catedrática emérita de arqueología en la Universidad de Sevilla.
Es miembro del Instituto Arqueológico Alemán y académica de la Real Academia de Bellas Artes de Santa Isabel de Hungría. Ha investigado la Córdoba romana y ha fundado la revista Romula sobre arqueología de restos romanos en la península ibérica. En 2012 fue nombrada académica de la Real Academia de la Historia.

## Publicaciones
- Traianeum de Itálica, Sevilla, Monte de Piedad y Caja de Ahorros de Sevilla, 1988
- Esculturas de Itálica, Sevilla, Junta de Andalucía, 1995
- Colonia Patricia Corduba. Una reflexión arqueológica, Sevilla, Imprenta de San Pablo, 1996
- Italica MMCC, Actas de las Jornadas del 2200 Aniversario de la Fundación de Itálica, Sevilla, Consejería de Cultura, 1997
- La sculpture des Ibéres, París, 1999